# Gaj (Barczewo)
Gaj (deutsch Gayhof) ist ein untergegangener Ort in der polnischen Woiwodschaft Ermland-Masuren. Seine Ortsstelle liegt im Gebiet der Gmina Barczewo (Stadt-und-Land-Gemeinde Wartenburg in Ostpreußen) im Powiat Olsztyński (Kreis Allenstein).

## Geographische Lage
Die Ortsstelle von Gaj liegt 200 Meter nördlich des Umling-Sees (polnisch Jezioro Umląg) im Westen der Woiwodschaft Ermland-Masuren, 13 Kilometer östlich der Kreis- und Woiwodschaftshauptstadt Olsztyn (deutsch Allenstein).

## Geschichte
Der einstige Abbau Krüger, dann Gey, nach 1820 Wartenburg-Gayhof genannt erhielt am 29. Oktober 1855 den Namen Gayhof (ohne Zusatzbezeichnung). Bei der Volkszählung am 3. Dezember 1861 ist Gayhof ein Abbau der Stadt Wartenburg, und die Volkszählung am 1. Dezember 1905 ergab für Gayhof zwei Wohngebäude bei 30 Einwohnern. Bis 1945 war der Ort ein Wohnplatz innerhalb der Stadt Wartenburg.
Mit der Abtretung des gesamten südlichen Ostpreußens an Polen im Jahre 1945 erhielt Gayhof die polnische Namensform „Gaj“. Der Ort hat wohl noch einige Zeit existiert, ist aber nicht besiedelt und erhält nun schon lange keine Erwähnung mehr. Er gilt als untergegangen.

## Kirche
Als Wohnplatz der Stadt Wartenburg war Gayhof bis 1945 in die evangelische Kirche Wartenburg (Ostpreußen) in der Kirchenprovinz Ostpreußen der Kirche der Altpreußischen Union, außerdem in die römisch-katholische Kirche St. Anna in Wartenburg eingepfarrt.

## Verkehr
Über eine Landwegverbindung von Barczewo über Bark (Barkheim) ist die Ortsstelle Gaj zu erreichen.